# Arte rupestre na região de Hail
O sítio Arte rupestre na região de Hail na Arábia Saudita (em árabe: الفنون الصخرية في منطقة حائل) está localizado em uma região desértica e é composto de duas áreas: Jabel Umm Sinman em Jubbah e o Jabal al-Manjor and Raat em Shuwaymisé compreendendo parte da região sudoeste do Grande Deserto de Nefud na Arábia Saudita.
Os melhores e mais antigos exemplos de arte rupestre datada do Neolítico na Arábia Saudita encontram-se na região de Jubbah, a noroeste da cidade de Hail, e em Shuwaymis, a sudoeste de Hail e perto da cidade de al-Hayit. O sítio classificado abrange os dois locais: Jabel Umm Sinman, em Jubbah, e Jabal al-Manjor e Raat, em Shuwaymisé. Ficam numa região da sudoeste do Deserto de Nefud que foi antigamente um lugar muito procurado, porque no sopé do monte Umm Sinman existia um lago, hoje desaparecido, que garantia uma fonte de água fresca a homens e animais. Os antepassados dos atuais habitantes árabes deixaram gravados nas rochas traços da sua passagem, representando homens, animais e outras figuras, num conjunto de arte rupestre que cobre dez mil anos de história.
A UNESCO inscreveu o sítio da arte rupestre na região de Hail na lista de Património Mundial em 2015